# Georg Alexander Hansen

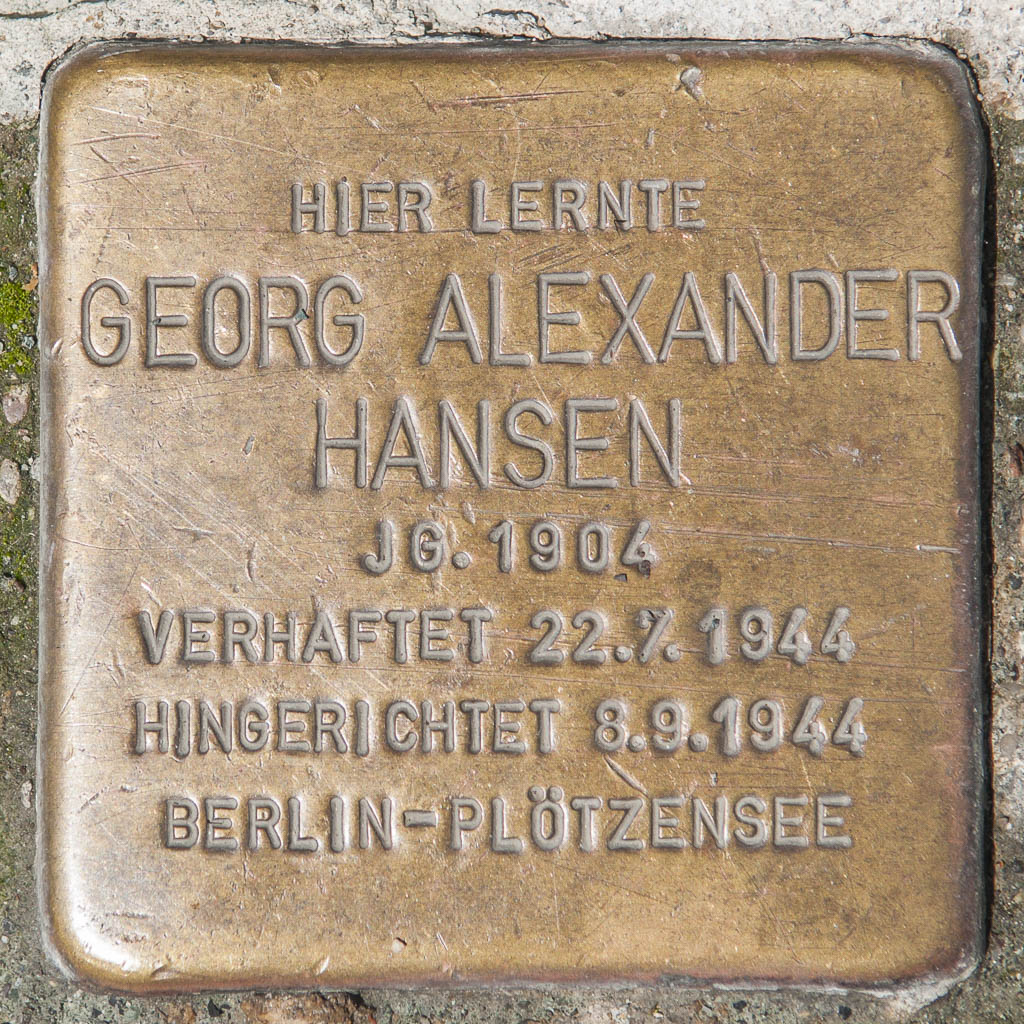
Stolperstein für Georg Alexander Hansen in Coburg

Georg Alexander Hansen (* 5. Juli 1904 in Sonnefeld bei Coburg; † 8. September 1944 in Berlin-Plötzensee) war ein Oberst im Generalstab der deutschen Wehrmacht und Widerstandskämpfer des 20. Juli 1944.

## Leben und berufliche Entwicklung
Georg Hansen wurde als viertes Kind des herzoglichen Oberforstmeisters Theodor Hansen und seiner Ehefrau Ottilie Hansen, geb. Mardorf, geboren. Zwischen der Mutter und ihrem einzigen Sohn bestand zeitlebens ein besonders enges Verhältnis. Im Jahre 1913 zog die Familie nach Mönchröden bei Coburg. In Coburg besuchte er ab 1914 das Gymnasium Casimirianum, an dem er 1923 das Abitur ablegte. Zum Abiturjahrgang gehörte der spätere US-Politikwissenschaftler Hans Morgenthau. Während der Schulzeit lernte er seine spätere Ehefrau, Irene Stölzel aus Michelau, kennen. Ein prägendes Erlebnis war für ihn in der Zeit, dass Helmuth Johnsen, ein ehemaliger Schüler des Gymnasiums und späterer Schwager, der in der Völkischen Bewegung sehr aktiv war, ihn für einen Waffenschmuggel von Bayern über die thüringische Grenze missbrauchte. Hansens Wunsch war es, eine juristische Berufslaufbahn einzuschlagen. Nach dem Abitur studierte er zwei Semester Jura an der Universität Erlangen, musste aber aus finanziellen Gründen das Studium nach zwei Semestern abbrechen. Daraufhin bewarb er sich, sehr zur Freude seines Vaters, eines Hauptmanns der Reserve, bei der Reichswehr. Er wurde in Fürth kaserniert und 1924 in die Kraftfahrtruppe der Reichswehr, Vorläufer der Panzertruppe, eingegliedert. Im Jahre 1926 wurde er Fahnenjunker und zum Fähnrichslehrgang nach Ohrdruf zur Infanterieschule versetzt. Die Infanterieschule wurde im selben Jahr nach Dresden verlegt, wo er 1927 zum Leutnant befördert wurde. Kurz darauf nahm er an einem (illegalen) KfZ-Lehrgang (eigentlich Panzerwesen) in Jüterbog teil und war damit für die entstehenden Panzertruppen der Wehrmacht gut vorbereitet. In der Folge wurde er 1931 zum Oberleutnant bei der Bayerischen Kraftfahrabteilung in Fürth befördert. Im gleichen Jahr heiratete er Irene Stölzel. Aus der Ehe gingen fünf Kinder hervor.
Im Jahr 1934 folgte seine Versetzung in eine Stabskompanie in München. Die Familie zog nach München, Wotanstraße 25. Am 1. Oktober 1935 wurde er zum Hauptmann befördert und im gleichen Jahr zur Generalstabsausbildung an die Kriegsakademie in Berlin-Moabit kommandiert. Ludwig Beck war hier sein Lehrgangsleiter und Hansen lernte in dieser Zeit Claus Schenk Graf von Stauffenberg kennen, der einen Jahrgang unter ihm die Ausbildung absolvierte. Beide verband die Liebe zur Musik und zum Musizieren, speziell auf dem Cello. Zusätzlich absolvierte Hansen in dieser Zeit eine Sprachausbildung für Tschechisch mit Dolmetscherabschluss. Im Juli 1937 wurde er ins Reichskriegsministerium nach Berlin abkommandiert. Dazu hatte er eine Empfehlung von Ludwig Beck zum Einsatz in der Abteilung Spionageabwehr und Auslandsaufklärung (Abteilung Fremde Heere) für den englischsprachigen Raum erhalten. Nach einem kurzen Besuchsaufenthalt in der Tschechoslowakei zur praktischen Überprüfung seiner Fremdsprachenkenntnisse hatte er im Oktober 1937 ein Vorstellungsgespräch beim Chef der Abteilung „Fremde Heere“, Oberst Kurt von Tippelskirch. Dieser bestätigte seine Kommandierung und schlug zur Einarbeitung eine kurze Studienreise nach England und Schottland vor.
Nach Hansens erfolgreichem Akademieabschluss folgte Ende 1937 die Versetzung in die Abteilung Spionageabwehr und Auslandsaufklärung (Abteilung Fremde Heere) des Reichskriegsministeriums. Hier hatte er den ersten Kontakt zu Wilhelm Canaris und Hans Oster. Bei der 1938 vollzogenen internen Umstrukturierung wechselte Hansen in den Bereich der Abteilung Fremde Heere Ost (FHO) unter Leitung von Konteradmiral Wilhelm Canaris. Ab 1939 hieß diese Dienststelle Amt Ausland/Abwehr. Ab 1. September 1939 nahm er mit einer spezialisierten Einheit für insgesamt drei Wochen am Überfall auf Polen teil. Kurz vorher hatte er sich gemeinsam mit Wilhelm Canaris auf Schloss Fuschl durch den Außenminister Joachim Ribbentrop über das geheime Stillhalteabkommen mit der Sowjetunion informieren lassen (siehe Deutsch-sowjetischer Nichtangriffspakt). Ein erneuter Fronteinsatz ab 9. Mai 1940 führte ihn dann in die westlichen Kampfzonen von Belgien, Frankreich und Holland. Nach seiner Rückkehr wurde im November 1940 das Amt Ausland/Abwehr vom Berliner Tirpitzufer an den Standort „Zeppelin“ – nach Zossen – verlegt. Dort wurde Hansen als Gruppenleiter in der Abteilung I im Mai 1941 zum Major und Juli 1942 zum Oberstleutnant befördert. Schon 1941 war Hansen, zur Verkürzung der Fahrzeiten, mit der Familie nach Rangsdorf bei Berlin gezogen. Ab dieser Zeit gingen seine Dienstreisen vorrangig nach Budapest, Sofia und Saloniki. Einen weiteren dienstlichen Aufenthalt 1942 führte er als Zivilist getarnt im Irak durch. 1943 wurde er als Nachfolger von Hans Piekenbrock, Chef der Abteilung I, Geheimer Meldedienst eingesetzt. Zu seinen Aufgaben gehörte hier die nachrichtendienstliche Informationsbeschaffung aus den Bereichen Europa Süd-Ost. Im Juni 1943 wurde Hansen zum Oberst befördert. Wilhelm Canaris ernannte ihn schließlich noch kurz vor seiner Entlassung im Februar 1944 persönlich zu seinem Nachfolger als Chef der militärischen Abwehr. Die „Ehrenhaft“ verbrachte Canaris auf der Burg Lauenstein. Hier legte Hansen bei seinen Dienstfahrten ab diesem Zeitpunkt oft einen Zwischenstopp ein. Im Mai 1944 wurden er und der größte Teil seines Amtes dem Reichssicherheitshauptamt (RSHA) unterstellt. Ab 1. Juni 1944 führte diese Dienststelle die Bezeichnung „Amt Militär“. Sein direkter Vorgesetzter wurde damit Walter Schellenberg und Hansen war zugleich dessen Stellvertreter.

## Widerstand
Vermutlich unter dem Einfluss Becks und auch durch Hansens freundschaftliche Beziehungen zu Stauffenberg, seit ihrer gemeinsamen Zeit auf der Kriegsakademie in Berlin, vollzog sich seine Wandlung zum Gegner des Nationalsozialismus bis 1938 allmählich. Der dienstliche Einblick in verübte Verbrechen des Nazi-Regimes vor dem Beginn des Zweiten Weltkrieges, der ihm bedingt durch seine Arbeit im militärischen Nachrichtendienst nicht selten möglich war, dürfte ihn endgültig zum aktiven Widerstand veranlasst haben. Um das Jahr 1938 weihten Wilhelm Canaris und Oberst Hans Oster ihn dann voll in die Putschpläne gegen Adolf Hitler ein. Noch war die Situation günstig, diesen entscheidenden Schritt zu tun. Als sich aber nach dem Einmarsch der Wehrmacht in die Tschechoslowakei im Herbst 1938 die Stimmung in Deutschland, durch militärische Erfolgsmeldungen noch angeheizt, zugunsten des Hitler-Regimes veränderte, wurde die Putschpläne zunächst auf Eis gelegt. Immer wieder wurde im Kreise der Eingeweihten dann in den folgenden Jahren, vor allem nach dem Überfall auf Polen 1939 und dann 1941 nach dem Überfall auf die Sowjetunion, die Frage abgewogen, wann ein günstiger Augenblick für ihren Plan wäre. Je mehr Verbrechen in diesen Jahren durch das Hitler-Regime verübt wurden, umso größer wurde auch ihr moralischer Druck. Erst kurz nach der Kapitulation in Stalingrad, so die Einschätzung der Kräfte um Stauffenberg, waren die Bedingungen für den Erfolg des Sturzes von Adolf Hitler wieder spürbar positiv. Hansen war in dieser Zeit eines der wichtigsten Verbindungsglieder innerhalb der Widerstandsgruppe um Generalmajor Henning von Tresckow und Oberst Claus Schenk Graf von Stauffenberg. Ab 1943 wirkte Hansen an allen Planungen für das Hitlerattentat mit und nahm 1944 an den meisten wichtigen Besprechungen zur Vorbereitung teil. Hansen organisierte Autos und Flugzeuge sowie den Schutz der Mitverschwörer. Sein Haus in Rangsdorf diente öfters als konspirativer Treffpunkt. Nach dem erfolgreichen Attentat sollte er das RSHA besetzen und dessen SS-Kommandeure festnehmen lassen. Außerdem war geplant, ihn als Bevollmächtigten Becks, der als vorläufiges Staatsoberhaupt vorgesehen war, mit General Dwight D. Eisenhower über einen Separatfrieden mit den Westmächten verhandeln zu lassen. Aufgrund starker Meinungsverschiedenheiten mit Stauffenberg über die politischen Pläne nach dem Attentat entschied sich Hansen kurzfristig gegen eine persönliche Teilnahme und fuhr am 19. Juli zur Taufe am folgenden Tag seiner am 15. Juli geborenen Tochter nach Michelau.:S. 244 Er wollte sich bei der Gestapo, die von der Taufe wohl wusste, durch ein Fernbleiben nicht verdächtig machen.:S. 249 Obwohl er bereits am 20. Juli 1944 wusste, dass Hitler das Attentat überlebt hatte und dass der Umsturzversuch gescheitert war, kehrte er am 21. Juli mit der Begründung gegenüber seiner Frau „Mein Platz ist in Berlin“ auch dorthin zurück. Am 22. Juli verhaftete ihn der Gestapo-Chef Heinrich Müller im RSHA, wo Hansen an einem Mittagessen mit der RSHA-Führung teilnahm.:S. 251 Nach längeren Verhören, in denen er zusammengebrochen war, gestand er alles.
Am 4. August folgte durch den zwei Tage zuvor gebildeten Ehrenhof die unehrenhafte Ausstoßung der Wehrmachtsangehörigen, die sich am Putschversuch beteiligt hatten, aus der Wehrmacht, so dass damit das Reichskriegsgericht für die Aburteilung nicht mehr zuständig war.

## Prozess und Hinrichtung
An einem Prozesstag, dem 10. August 1944, wurde Hansen wie auch Erich Fellgiebel, Alfred Kranzfelder, Fritz-Dietlof Graf von der Schulenburg und Berthold Schenk Graf von Stauffenberg im zweiten Schauprozess vom Volksgerichtshof unter dessen Präsidenten Roland Freisler zum Tode verurteilt. Er wurde nicht wie die meisten Verurteilten im ersten und den nachfolgenden Prozessen noch am Tag des Urteils zu Tode gebracht, sondern weiter in Haft gehalten und verhört. Die Gestapo beabsichtigte, durch erneute Folter und familiären Druck noch weitere Aussagen zu erpressen. Hansen wurde dann am 8. September 1944 um 16.45 Uhr in Plötzensee in Sträflingskleidung durch Strangulation mit einer Drahtschlinge, zusammen mit Ulrich von Hassell, Paul Lejeune-Jung, Josef Wirmer, Ulrich Wilhelm Graf Schwerin von Schwanenfeld und Günther Smend ermordet.
Gegenüber der Familie Hansen folgte die Sippenhaft. Das Vermögen wurde eingezogen, die Ehefrau verhaftet und die fünf Kinder in das Kinderheim im Borntal in Bad Sachsa verschleppt, wo sie einen anderen Namen erhielten. In dem Heim waren insgesamt 46 Kinder anderer Widerstandskämpfer, wie die Stauffenbergs, interniert. Erst Ende September 1944 durften die Kinder wieder zu ihrer inzwischen freigelassenen Mutter nach Michelau.
Die Anfeindungen gegen die Familie gingen auch nach dem Ende des Krieges weiter. Hansens Witwe musste ihre Rente als Kriegerwitwe von der Bundesrepublik in einem jahrelangen Prozess vor Gericht erkämpfen. Sie war ihr mit der Begründung, dass ihr Mann unehrenhaft aus der Wehrmacht entlassen worden war, verweigert worden.

## Erinnerung
Eine Straße in Rangsdorf, ein Weg in Coburg, ein Stolperstein am Gymnasium Casimirianum in Coburg und eine Gedenktafel am Eingang des Deutschen Korbmuseums zu Michelau erinnern an Georg Hansen. Des Weiteren gibt es zwei Gedenktafeln am Friedhof Sonnefeld, dem Geburtsort von Hansen.